# Barbara Ehrenreich
Barbara Ehrenreich (Butte (Montana), 26 augustus 1941 – Alexandria (Virginia), 1 september 2022) was een Amerikaans journalist, publicist en columnist.

## Levensloop
Barbara Alexander, later gehuwd met Ehrenreich, studeerde aan het Reed College, waar ze in 1963 slaagde met een mastergraad in scheikunde. Vijf jaar later behaalde ze haar doctoraat in celbiologie aan de Rockefeller-universiteit.
Vervolgens zette ze haar natuurwetenschappelijke carrière opzij en vervolgde ze haar pad in de journalistiek. Ze wijdde zich aan de thema's die in 1968  speelden en leerde haar man, John Ehrenreich, kennen tijdens de campagne tegen de Vietnamoorlog. Ze werd de eerste voorzitter van de Democratic Socialists of America.
Tussen 1991 en 1997 was Ehrenreich vaste columnist voor het tijdschrift Time en daarna schreef ze vooral columns voor de The Progressive. Journalistiek werk schreef ze meestal voor onder meer  The New York Times, Mother Jones, The Atlantic Monthly, Ms., The New Republik en Salon.com. Verder schreef ze van 1998 tot 2000 essays in studieboeken voor de Graduate School of Journalism van de  Universiteit van Californië - Berkeley.
In de jaren erna publiceerde ze meerdere non-fictieboeken die veel belangstelling kregen. Als onderzoeksjournalist deed ze soms maandenlang onderzoek en werkte ze bijvoorbeeld undercover om misstanden te onderzoeken op de arbeidsmarkt en in sollicitatieprocedures, met betrekking tot laagbetaalde functies. In 2001 publiceerde ze hierover het boek Nickel and Dimed.
Nadat ze herstelde van kanker, deed ze kritisch onderzoek naar de theorieën van positief denken. Hierover bracht ze het boek uit met de titel Smile or Die: How Positive Thinking Fooled America And The World (Lach of sterf: hoe positief denken Amerika en de wereld voor de gek hield).
In 2006 richtte ze United Professionals op. Ze overleed op 81-jarige leeftijd in een hospice in Alexandria.

## Erkenning
Ehrenreich werd verschillende malen geëerd met een eredoctoraat, waaronder van het Reed College en de staatsuniversiteit van New York. Daarnaast ontving ze verschillende andere onderscheidingen, zoals:
- 1980: National Magazine Award, samen met haar collega's van de Mother Jones voor de coverstory The Corporate Crime of the Century
- 1982: Ford Foundation Award, voor haar humanistische kijk op de hedendaagse samenleving
- 1987-88: Fellowship van de Solomon R. Guggenheim Foundation
- 1998: "Humanist of the Year", van de Amerikaanse humanistische vereniging
- 2000: Sidney Hillman Award voor journalistiek, voor haar artikel Nickel and Dimed
- 2002: National Magazine Award voor haar essay "Welcome to Cancerland: A mammogram leads to a cult of pink kitsch"
- 2004: Nation Prize for Creative Citizenship van de Puffin Foundation en The Nation Institute
- 2007: Four Freedoms Award voor vrijwaring van gebrek
- 2018: Erasmusprijs voor haar haar diepgravende journalistieke werk.[3]